# Bystřička I
Bystřička I je katastrální území v okrese Vsetín. Jeho výměra činí 470,05 hektarů. Základní sídelní jednotky katastrálního území Bystřička I mají charakter sídelních lokalit.
Katastrální území Bystřička I zaujímá svou polohou východní část obce Bystřička. Leží zde největší část vodní nádrže Bystřička (další části vodní nádrže leží v katastrálních územích Velká Lhota u Valašského Meziříčí a Malá Bystřice), dále se zde nachází část přírodní rezervace Klenov a stejnojmenný skalní hrad. Prochází tudy naučná stezka Klenov a naučná stezka Jana Karafiáta.